# 中津燎子
中津 燎子（なかつ りょうこ、1925年10月19日 - 2011年6月15日）は、日本の評論家、英語教育者。
福岡県福岡市博多生まれ。1928年からソビエト連邦のウラジオストクで過ごし、1937年に帰国。
国連軍（占領軍）の特別電話台で交換手として働き、1956年から米国留学。1974年第5回『なんで英語やるの?』で大宅壮一ノンフィクション賞受賞。英語発音訓練研究の『未来塾』を開設し、顧問をつとめた。

## 著書
- 『なんで英語やるの?』（午夢館、1974年） - のちに文春文庫より出版。
- 『呼吸と音とくちびると』（午夢館、1975年）
- 『異文化のはざまで 英語と日本人の周辺』（毎日新聞社、1976年）
- 『再びなんで英語やるの?』（文藝春秋、1978年7月） - のちに文庫化。
- 『こども・外国・外国語 ある日とつぜん英語になってしまった子』（文藝春秋、1979年11月）
- 『異文化のはざまで 英語と日本人の周辺』（三修社、1983年12月）
- 『母国考』（情報センター出版局、1984年9月）
- 『未来塾って、何? 異文化チャレンジと発音』（朝日新聞社、1986年1月）
- 『Butとけれども考』（講談社、1988年5月）
- 『風のシカゴ シェリダン・ロード物語』（情報センター出版局、1989年11月）
- 『英語と運命 つきあい続けて日が暮れて』（三五館、2005年12月）
- 『声を限りに蝉が哭く』（三五館、2010年8月）

### 共著
- 『子どもに外国語はいらない 地球時代の井戸端会議』（文藝春秋、1981年5月） - 鳥飼玖美子との共著